# Misumi
株式会社Misumi（ミスミ、英: MISUMI CO., LTD.）は、鹿児島県鹿児島市卸本町に本社を置く企業で、九州南部地区（鹿児島県・熊本県・宮崎県の3県）においてエネルギー・外食・カルチャーなどを展開。コーポレートスローガンは「夢に、前向き」。

## 沿革
- 1907年（明治40年）- 熊本市にて創業。
- 1949年（昭和24年）10月 - 合名会社三角商店を設立。鹿児島県内の石油製品販売開始。
- 1959年（昭和34年）2月2日 - LPガス販売を目的として三角石油瓦斯株式会社（みすみせいゆガス）を設立。
- 1964年（昭和39年）2月 - 石油部門の営業を譲受、石油製品の販売開始。
- 1965年（昭和40年）4月 - 松下電器産業（現・パナソニック）と代理店契約を締結。
- 1969年（昭和44年）9月 - 鹿児島市に鹿児島日東タイヤ株式会社（現・南九州トーヨータイヤ）を設立。
- 1970年（昭和45年）2月 - 鹿児島市に三角住宅設備機器株式会社（現・ミスミ建設）を設立。
- 1976年（昭和51年）12月 - 日本ケンタッキー・フライド・チキンとフランチャイズ契約を締結。
- 1984年（昭和59年）
  - 3月 - 鹿児島市に株式会社オートラマ鹿児島を設立。
  - 6月 - 日本出版販売と取引契約締結。
- 1986年（昭和61年）12月 - カルチュア・コンビニエンス・クラブとフランチャイズ契約を締結。
- 1989年（平成元年）4月 - 商号を株式会社ミスミに変更。
- 1994年（平成6年）7月 - 定款上商号を株式会社Misumiに変更。
- 1995年（平成7年）4月19日 - 福岡証券取引所に株式上場。
- 1999年（平成11年）9月 - ピエトロとフランチャイズ契約を締結。
- 2002年（平成14年）4月 - 登記上商号を株式会社Misumiに変更。
- 2008年（平成20年）- スズキ自販鹿児島とフランチャイズ契約を締結、「スズキアリーナMisumi」を開業。
- 2013年（平成25年）
  - 2月 - プジョー・シトロエン・ジャポン（後のGroupe PSA Japan、現・Stellantisジャパン）とフランチャイズ契約を締結。
  - 5月 - 「プジョー鹿児島」を開業。
- 2015年（平成27年）- 監査等委員会設置会社に移行。

## 事業内容
Misumiが2018年現在行っている事業としては以下のものがある。なお、Misumiが運営する店舗では、通常導入されていないKFCやピザハットも含めた大半の店舗でTポイントが導入されている。

### 現在
- 石油部門 - ガソリンスタンド（ENEOS）の運営など。
- ガス部門 - 「ミスミガス」のブランド。LPガスやリフォーム事業など。
- 電力小売事業 - 「ミスミでんき」のブランドかつ丸紅新電力のバランシンググループの一員として行っている。ミスミガスの店舗で一般家庭向け電力の販売を行っており、ミスミのLPガスとのセット割引を設けている。
- 発電・売電事業 - 小水力発電所の運営。
- 外食部門 - ケンタッキーフライドチキン、ピザハットのフランチャイズ店運営及び巳八（オプシアミスミ・レム鹿児島）、石窯パン工房Parasso運営。Misumiは、KFCとピザハットを同一敷地で運営する「2in1」の数少ないフランチャイジーでもある。
- カルチャー部門 - オプシアミスミ及びTSUTAYA、Apple専門店の運営。
- 自動車部門 - プジョー鹿児島、スズキアリーナMisumi、車検のコバック、南九州トーヨータイヤ[6]の運営など。

### 過去
- 外食部門 - ピエトロ（ピエトロバルコーネ）
- 水部門 - 姶良市蒲生地域で採水された天然水「高牧の森の水」の販売[7]。2019年3月末をもってMisumiによる販売は終了した[8]。
- 自動車部門 - フォード南九州（2016年閉鎖）

## CM
- MisumiCM「together」120秒（Webバージョン） - YouTube
- MisumiCM「together」30秒-1（エネルギー事業） - YouTube
- MisumiCM「together」30秒-2（カルチャー事業） - YouTube